# صناعة القائد
صناعة القائد هو برنامج تلفزيوني لتعليم القيادة في قناة الرسالة أذاعه الداعية الإسلامي والمدرّب القيادي الكويتي طارق السويدان في رمضان.

## وصلات خارجية
- الموقع الرسمي لطارق السويدان
- الموقع الرسمي لقناة الرسالة